# Georges Carnus
Georges Carnus (* 13. srpna 1940, Gignac-la-Nerthe) je bývalý francouzský fotbalista, který hrál jako brankář.
Hrál především za Stade Français FC, AS Saint-Étienne a Olympique Marseille. Byl na MS 1966.

## Hráčská kariéra
Georges Carnus hrál na postu brankáře za AS Aixoise, Stade Français FC, AS Saint-Étienne a Olympique Marseille.
Za Francii hrál 36 zápasů. Byl na MS 1966, ale nehrál tam.

## Úspěchy

### Klub
Saint-Étienne
- Ligue 1 (3): 1967–68, 1968–69, 1969–70
- Coupe de France (2): 1967–68, 1969–70

Marseille
- Ligue 1 (1): 1971–72
- Coupe de France (1): 1971–72

### Individuální
- Nejlepší francouzský fotbalista z francouzské ligy (2): 1970, 1971